# St. Nikolaus (Reibersdorf)

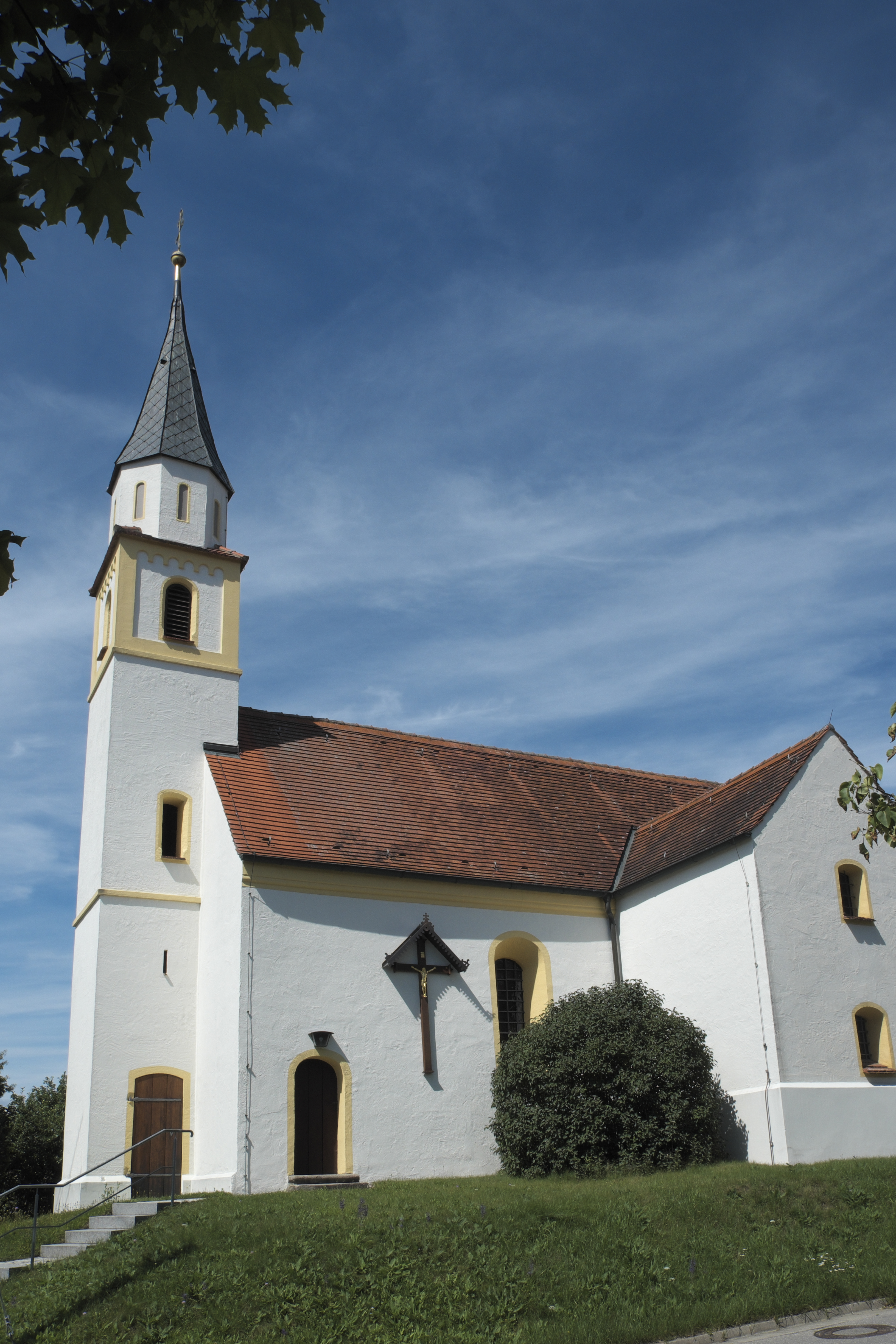
St. Nikolaus in Reibersdorf

Die römisch-katholische Kirche St. Nikolaus steht in Reibersdorf, einem Gemeindeteil von Schwindegg im oberbayerischen Landkreis Mühldorf am Inn. Sie ist in der Liste der Baudenkmäler in Schwindegg unter der Nr. D-1-83-144-10 eingetragen. Die Kirche ist eine Filialkirche der Pfarrei Mariä Himmelfahrt Schwindegg im Pfarrverband Obertaufkirchen (Dekanat Mühldorf im Erzbistum München und Freising).

## Beschreibung

Blick zum Chor

Die spätromanische Saalkirche wurde im 13. Jahrhundert erbaut. Sie besteht aus dem Langhaus, dem eingezogenen Chor im Osten und einer Sakristei an der Südseite des Chors mit einem Oratorium im Obergeschoss. Der um 1850 gebaute Fassadenturm ist in die Westwand des Langhauses etwas eingestellt. In seinem obersten quadratischen Geschoss steht der Glockenstuhl. Das darüber befindliche achteckige Geschoss schließt mit einem spitzen Helm ab.
Der Innenraum des Langhauses ist mit einer Flachdecke überspannt, der des Chors erhielt im 15. Jahrhundert ein Rippengewölbe. Der um 1770 gebaute Hochaltar wird seit 1901 von den Skulpturen des Kosmas und Damian flankiert. Im Altarretabel steht eine Statue des Kirchenpatrons, des heiligen Nikolaus von Myra.